# Surkløverknold
Surkløverknold eller oka (Oxalis tuberosa) er en plante i surkløver-familien, hvis knolde bruges som rodfrugter. Den blev i 1830 indført til Europa, som en konkurrent til kartoflen. 
På spansk kendes den under navnet oca. Knoldene fås i farverne gul, orange, lilla, lyserød, rød og abrikosfarvet. Udover knoldene kan både stilke og blade spises som hos almindelig surkløver.
Surkløverknold har et højt indhold af kulhydrater og energi. De indeholder også A-vitamin, B6-vitamin, C-vitamin, kalium og fibre i små mængder. 
Den kan spises rå, bagt, stegt eller kogt. Den er en vigtig afgrøde i Andesbjergene. 